# Because of you
because of you，Stephanie的第二张单曲，商品番号SECL-528。

## 作品概要
包括单曲「because of you」在内的全3曲收录。初回特典是电视动画星界死者之书的特典卡片封入。

在单曲「because of you」中，Stephanie感谢了自己出身20年以来，关心过自己的人，以及对未来的希望。

Oricon排名：最高排名第50位，销量：初期销量2358张，累计销量7898张。

## 收录曲
1. because of you
  - 作詞：STEPHANIE & 矢住夏菜 作曲：Joe Rinoie 編曲：Joe Rinoie & 長岡成貢
  - 东京电视台动画星界死者之书第二期片尾曲（ED2）
2. To. Be. Me.
  - 作詞：STEPHANIE & 矢住夏菜 作曲・編曲：Joe Rinoie & 峰正典
3. Ben
  - 作詞・作曲：DON BLACK/WALTER SCHARF 編曲：Joe Rinoie